# Sergentomyia minuta
Sergentomyia minuta är en tvåvingeart som först beskrevs av Camillo Rondani 1843.  Sergentomyia minuta ingår i släktet Sergentomyia och familjen fjärilsmyggor. Inga underarter finns listade i Catalogue of Life.
Artens utbredningsområde är Europa.
Arten kan bära på arboviruset Toscana-virus som kan orsaka hjärnhinneinflammation hos människan.